# Aanslagen in Beiroet op 12 november 2015
Op donderdag 12 november 2015 vonden in een voorstad van de Libanese hoofdstad Beiroet twee bomaanslagen plaats, die aan tientallen mensen het leven kostten.
De explosies vonden plaats op 150 meter van elkaar in het centrum van Bourj el-Barajneh, een zuidelijke voorstad van Beiroet waar vooral sjiitische moslims wonen. De aanslagen werden gepleegd tijdens de avondspits door twee zelfmoordterroristen met bomgordels. Er zat een paar minuten tijd tussen de eerste en de tweede ontploffing. Van twee andere terroristen zou de bomgordel niet afgegaan zijn. Zeker 43 mensen kwamen om het leven en meer dan 200 mensen raakten gewond. De reeds aanwezige veiligheidsposten van het Libanese leger en het sjiitische Hezbollah konden deze aanslagen niet verhinderen.
Islamitische Staat heeft de verantwoordelijkheid voor de aanslag opgeëist. IS meldde dat niet Hezbollah, maar sjiieten in het algemeen het doelwit waren. De soennitische IS beschouwt sjiieten als afvallige moslims. Hezbollah streed in buurland Syrië tegen IS aan de zijde van president Assad. Het was al meer dan een jaar geleden dat er voor het laatst aanslagen in Hezbollah-gebied plaatsvond in Libanon. 
In de dagen erna werden twee Libanese, acht Syrische en een Palestijnse verdachte opgepakt. Ze zouden in eerste instantie een ziekenhuis van Hezbollah hebben willen aanvallen. Toen dit niet lukte en hun de toegang tot een moskee werd belet, besloten zij over te gaan tot een aanslag midden in de drukke winkelstraat.

## Internationale reacties
- Frankrijk veroordeelde de aanslagen en condoleerde de nabestaanden van de slachtoffers[3]
- Secretaris-generaal van de Verenigde Naties Ban Ki-moon sprak van een "verachtelijke daad" en hoopte dat de relatieve rust in Libanon hierdoor niet verstoord wordt.
- President Barack Obama van de Verenigde Staten veroordeelde de aanslagen en zegde steun toe bij het opsporen en berechten van de daders.[4]
- Een groot aantal landen uit het Midden-Oosten veroordeelde de aanslagen, waaronder Qatar, Iran, Jordanië, Pakistan en Koeweit.